# Saint-Couat-du-Razès
Saint-Couat-du-Razès – miejscowość i gmina we Francji, w regionie Oksytania, w departamencie Aude.
Według danych na rok 1990 gminę zamieszkiwało 46 osób, a gęstość zaludnienia wynosiła 7 osób/km² (wśród 1545 gmin Langwedocji-Roussillon Saint-Couat-du-Razès plasuje się na 854. miejscu pod względem liczby ludności, natomiast pod względem powierzchni na miejscu 930.).